# David Franta
David Franta je jméno více osobností:
- David Franta (bohemista) – (* 1989) český bohemista a historik[1]
- David Franta (voják) –  český armádní důstojník, plukovník, velitel 601. skss (2014–2019)[2]